# 胡文秀

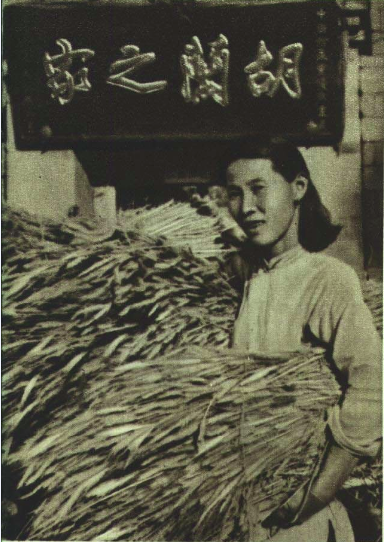
1952年的胡文秀

胡文秀（1921年5月21日—1986年），山西文水人，中华人民共和国政治人物。
刘胡兰烈士的继母。1938年，参加南胡家堡村妇救会工作，任宣传委员。1954年，当选第一届全国人民代表大会代表，胡文秀是一、二、三、四、六届全国人大代表。

## 家庭
胡文秀出生在文水县南胡家堡一个农民家庭，有一个哥哥、两个姐姐。
- 1941年，与刘景谦结婚，刘景谦前妻王变卿生有刘胡兰和刘爱兰。
- 胡文秀育有一女两男。
  - 女儿 刘芳兰 1964年12月，由山西省军区命名的"刘胡兰女民兵班"成立，刘胡兰的妹妹刘芳兰为第一任班长。在山西省武警总队医院退休。
  - 长子 刘继英，原名“龙元”
  - 次子 刘继烈，原名“润元”。文水县公安局副政委。